# Notogynaphallia
Notogynaphallia és un gènere de planària terrestre de les que es coneixen 29 espècies.

## Taxonomia
- Notogynaphallia biseminalis (Riester, 1938)
- Notogynaphallia froehlichae Ogren & Kawakatsu, 1990
- Notogynaphallia modesta (von Graff, 1899)
- Notogynaphallia mourei (Froehlich, 1956)
- Notogynaphallia parca (E. M. Froehlich, 1955)
- Notogynaphallia plumbea (Froehlich, 1956)
- Notogynaphallia sexstriata (Graff, 1899)
- Notogynaphallia nawei Negrete, Leal-Zanchet & Brusa, 2015